# انفجار تانکر سوخت ۲۰۱۹ موروگورو
انفجار تانکر سوخت ۲۰۱۹ موروگورو (انگلیسی: Morogoro tanker explosion) در ۱۰ اوت، در تانزانیا رخ داد که دست‌کم ۷۱ نفر کشته و ۷۰ نفر مجروح شدند.
این حادثه یکی از بزرگترین فجایع در نوع خود در تانزانیا بود.
شهر موروگورو در ۱۸۵ کیلومتری (۱۱۵ مایل) غرب دارالسلام می‌باشد. پس از واژگون شدن یک تانکر سوخت، مردم محلی در محل حادثه جمع شدند تا سوخت را غارت کنند. در جریان غارت، تانکر منفجر شد و ۷۱ نفر از جمله رهگذران کشته شدند. در فیلم‌های ویدئویی از این حادثه که در رسانه‌های اجتماعی در حال پخش است، تعداد زیادی از افراد را می‌توان در حال جمع‌آوری سوخت در ظروف مختلف مشاهده کرد.
کانال دولتی شرکت پخش تانزانیا (TBC) با اشاره به آمار و ارقام پلیس تانزانیا گفت که در این حادثه بیش از ۷۰ نفر زخمی شده‌اند که بسیاری از آنها دچار سوختگی جدی شده‌اند.